# Steve Raines
Steve Raines (* 17. Juni 1916 in Grants Pass, Oregon; † 4. Januar 1996 ebenda) war ein US-amerikanischer Schauspieler.

## Leben
Raines begann seine Schauspielkarriere 1947 mit einer im Abspann nicht genannten Rolle im B-Movie-Western Along the Oregon Trail; diesem folgten zahlreiche weitere Darstellungen von Handlangern in B-Western, darunter auch an der Seite von „Fuzzy“ Al St. John. Mit Mein großer Freund Shane und Die gebrochene Lanze spielte er zwar in den 1950er Jahren auch in großen Hollywoodproduktionen, größere Rollen erhielt er jedoch weiterhin nicht. Ab 1952 trat er daneben in Fernsehserien auf und stellte unter anderem in einem halben Dutzend Folgen der The Roy Rogers Show verschiedene Rollen dar.
Dem US-amerikanischen Fernsehpublikum wurde er ab 1959 durch seine Darstellung des Jack Quince in der erfolgreichen Westernserie Tausend Meilen Staub bekannt. An der Seite von Eric Fleming und Clint Eastwood war er bis 1965 in 215 Episoden der Serie zu sehen. Nach dem Ende von Tausend Meilen Staub konnte er an den Erfolg jedoch nicht anschließen. Er spielte noch bis Mitte der 1970er Jahre einige kleinere Gastrollen in Serien wie Bonanza, Die Leute von der Shiloh Ranch und High Chaparral, zog sich dann jedoch aus dem Showgeschäft zurück.

## Filmografie (Auswahl)

### Film
- 1947: Along the Oregon Trail
- 1948: Fuzzy und die bösen Buben (Frontier Revenge)
- 1949: Fuzzy und der Weisheitszahn (Son of a Badman)
- 1953: Mein großer Freund Shane (Shane)
- 1954: Adlerschwinge (Drums Across the River)
- 1954: Die gebrochene Lanze (Broken Lance)
- 1958: Die Rache des Texaners (Cattle Empire)

### Fernsehen
- 1952: The Roy Rogers Show
- 1955: Großer Adler – Häuptling der Cheyenne (Brave Eagle)
- 1955: The Gene Autry Show
- 1959: Rauchende Colts (Gunsmoke)
- 1959–1965: Tausend Meilen Staub (Rawhide)
- 1961: Maverick
- 1966: Bonanza
- 1966: Die Leute von der Shiloh Ranch (The Virginian)
- 1966: Laredo
- 1967: High Chaparral (The High Chaparral)
- 1969: Verrückter wilder Westen (The Wild Wild West)